# Großstübing
Großstübing är en ort i Österrike. Den ligger i kommunen Deutschfeistritz i förbundslandet Steiermark, 140 kilometer sydväst om huvudstaden Wien. Orten var till och med 2014 en egen kommun.